# Сад ад-Даула
Сад ад-Даула (1240, Абхар, Ирак, — 1291, Багдад) — визирь с 1289 года по 1291 год при Аргун-хане, ильхане государства Хулагуидов (1284—1291 годы).
Еврей по происхождению, Са‘д ад-Давла жил в Мосуле, затем переселился в Багдад, где работал врачом (1284 год). Также он был купцом и сборщиком податей в Багдаде. За успешную службу был назначен мусарифом по финансовому ведомству.
Снискав известность как обладатель разных талантов (владел арабским, монгольским, тюркским и персидским языками), в том числе финансиста, Сад ад-Давла в 1285 году вошёл в состав городского правления Багдада. В 1288 году стал личным врачом ильхана Аргуна и жил в столице государства Тебризе. Был финансовым контролёром Багдада, а затем и всего государства.
В 1289 году Сад ад-Давла был назначен великим визирем Хулагидского государства. Он руководствовался шариатом в гражданских делах и издал ряд постановлений, имевших целью увеличение доходов казны; система налогов получила твёрдую основу. Возможно, пытался завязать дипломатические отношения с Европой.
В созданном им новом административном аппарате значительную роль играли, наряду с монголами, христиане и евреи. Так, губернатором Багдада стал брат Сада — Фахр ад-Давла; наместником Мосула, Диярбакыра и ещё двух городов — другой брат, Амин ад-Давла. Азербайджан находился в ведении еврея Лабида бен Аби-р-Раби, главой администрации столичного Тебриза и его округи был врач-еврей Мухаддиб ад-Даула (Мухаззим ад-Давла). По словам Абу аль-Фараджа, евреи тогда стекались в Багдад из всех частей мира. Как утверждают, при нём финансы «находились в порядке, управление велось по закону и справедливости, население благоденствовало, пути паломников в Мекку оставались безопасными». По мнению персидского историка Вассафа (XIV в.), деятельность Садa ад-Давлa способствовала упорядочению административной и финансовой системы ильханов.
Когда ильхан тяжело заболел, Сад ад-Даула был обвинён в его отравлении и казнён. Его ближайших родственников постигла такая же расправа. Вслед за этим по ряду городов прокатилась волна еврейских погромов, организованных мусульманской чиновной и духовной знатью (1291 год). Позже окончательное торжество ислама при Газан-хане вызвало две новых волны христианских и еврейских погромов (1295 и 1297 годы), буддизм же был поставлен вне закона.
Причиной этому послужило то, что Аргун-хан покровительствовал буддистам, христианам и евреям, что вызывало гнев мусульман. При посредстве своего везиря Садa ад-Давлa, Аргун-хан составил план уничтожения влияния мусульманской, то есть иранской и тюркской гражданской бюрократии. Враги Садa ад-Давлa обвиняли его в организации похода на Мекку с целью обратить Каабу в «капище идолопоклонников». Однако, борьба с сильной мусульманской бюрократией оказалась не под силу Саду ад-Даулу, а его проект финансовой реформы затрагивал также и интересы монгольской военной знати.